# TV-U 야마가타

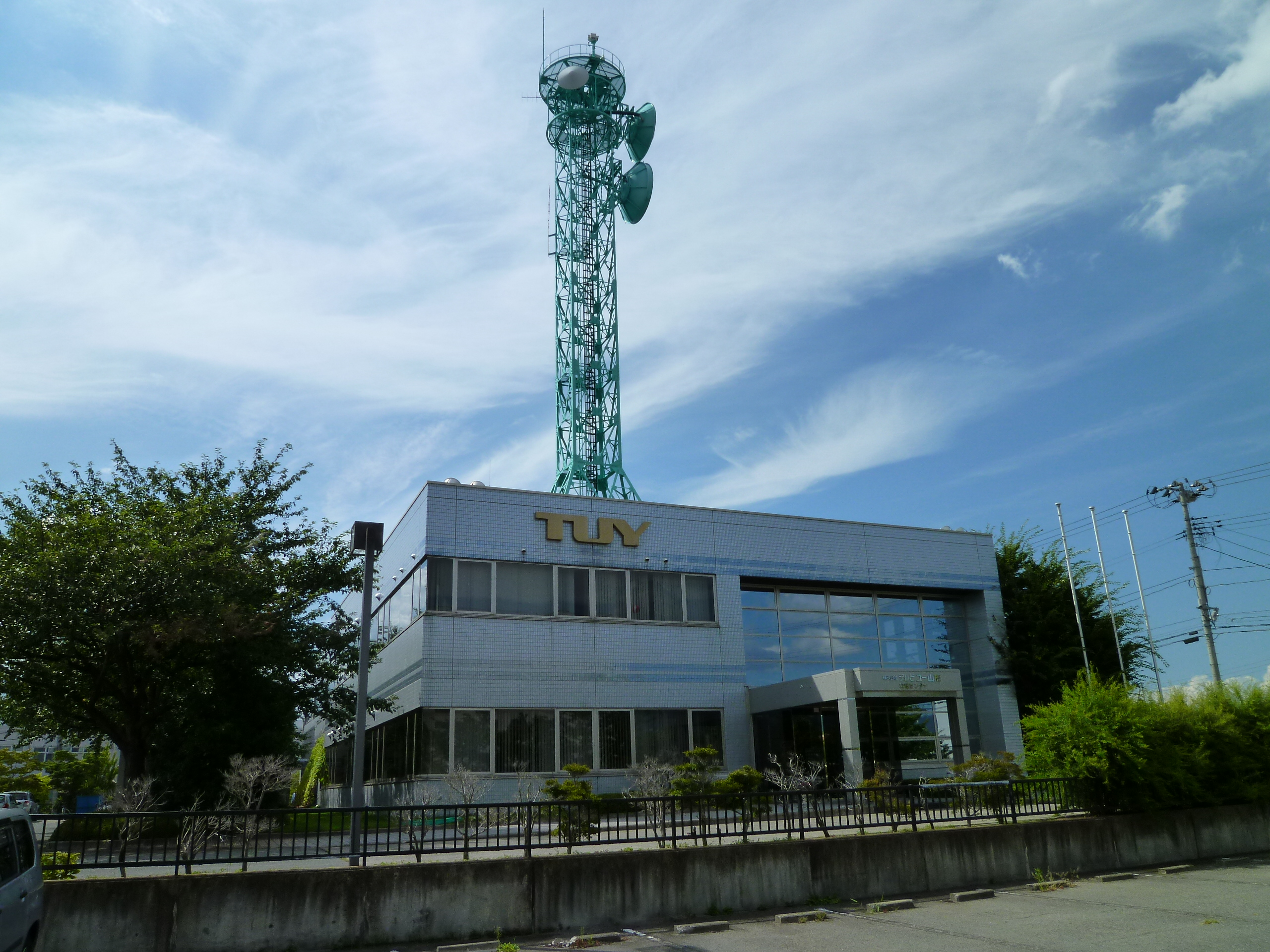
TV-U 야마가타

TV-U 야마가타는 1989년 10월 1일 야마가타현의 3번째 민영방송국으로 개국했다.
약칭은 TUY, 콜사인은 JOWI-DTV이다.

## 연혁
- 1988년 7월 8일 - 회사설립.
- 1989년 10월 1일 - 방송 개시.
- 2005년 12월 1일 - 지상파 디지털 텔레비전 본방송 개시(NHK 야마가타 방송국, 야마가타 방송도 이날 디지털 방송을 시작하였다).
- 2006년 6월 1일 - 원세그 개시.
- 2011년 7월 25일 - 지상파 아날로그 텔레비전 방송 종료.

## 보충서술
- 야마가타 TV가 ANN으로 일방적으로 네트워크로 옮긴 뒤 시청자 보호관점에서 일부 후지 TV 프로그램을 방송했다. 그러나, 경비의 사정도 있어 야마가타 현민의 불만이 많았다. 이 사태는 사쿠란보 TV가 개국하기 전날까지 계속되었다.[1]

## 현직 방송인
- 스즈키 타츠히로
- 마츠다 아키코
- 유키 코이치로
- 사사키 히토미
- 안도 토모에
- 미치히로 아야카
- 야마다 케이스케

## 야마가타현에 있는 다른 텔레비전·라디오 방송국
- NHK 야마가타 방송국
- 야마가타 방송(YBC)(TV는 니혼 TV 계열, 라디오는 JRN&NRN계열)
- 야마가타 TV(YTS)(TV 아사히 계열)
- 사쿠란보 TV(SAY)(후지 TV 계열)
- FM야마가타(JFN 계열)